# Scheur (vaargeul)

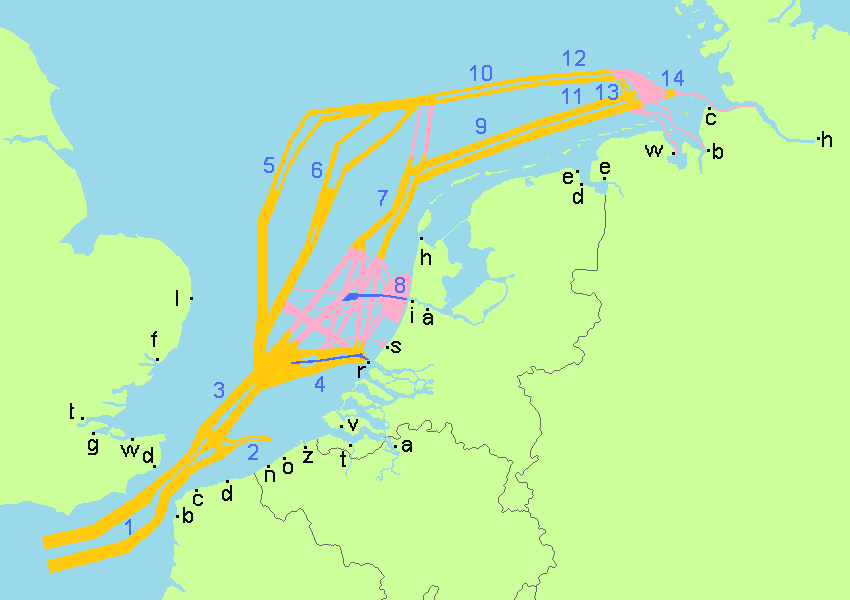
Scheepvaartroutes over de Noordzee

Het Scheur is de vaargeul in de route voor zeeschepen van het diepwaterdeel van de Noordzee via de vaargeul, die ook Vaargeul heet, naar Scheur. Scheur ligt ruim tien kilometer uit de kust van België. Het Scheur splitst zich in een zuidelijke tak naar de zeehaven van Brugge, dus naar Zeebrugge, en een oostelijke tak naar Wielingen en daarvandaan naar de Westerschelde. Het water is bevaarbaar voor zeeschepen en ligt in Belgische territoriale wateren.

## Websites
- OpenSeaMap. plaats Scheur in de Noordzee voor België.